# 'Anaseini Takipō
'Anaseini Takipō Afuha'amango (Nuku'alofa, 1º marzo 1893 – Nuku'alofa, 26 novembre 1918) è stata regina consorte delle Tonga dal 1909 al 1918, come seconda moglie di George Tupou II.

## Biografia
'Anaseini Takipō Afuha'amango nacque a Nuku'alofa il 1º marzo 1893. Suo padre era Tēvita Ula Afuha'amango e sua madre era Siosiana Tongovua Tae Manusā. Per parte materna era una discendente della linea Tu'i Kanokupolu. Re George Tupou II nel 1899 aveva rifiutato di sposare la sorellastra Ofakivava'u preferendole Lavinia Veiongo, una scelta che danneggiò la relazione della famiglia reale con il resto del paese e quasi provocò una guerra civile tra la fazione leali alla famiglia di Ofa e quella favorevole alla famiglia di Lavinia. Entrambe le donne morirono rispettivamente nel 1901 e nel 1902 e il re sofferente dal dolore rimase non sposato con una sola figlia legittima, la principessa Sālote Mafile'o Pilolevu, che era un'erede impopolare tra gli ex sostenitori della defunta Ofa.
Per placare i suoi sudditi e il Consiglio dei capi, il re George Tupou II II sposò 'Anaseini Takipō, la sorella di Ofa, l'11 novembre 1909. Ella aveva sedici anni al momento del matrimonio. Ci si aspettava che il re sarebbe stato in grado di generare un erede maschio che gli succedesse sul trono. La principessa Sālote, figlia della regina Lavinia Veiongo, fu mandata ad Auckland, in Nuova Zelanda, come una sorta di esilio.
La regina Takipō diede alla luce due figlie: 'Elisiva Fusipala Tauki'onelua (1911-1911, conosciuta come la principessa dell'Onelua) ed 'Elisiva Fusipala Tauki'onetuku (1912–1933, conosciuta come la principessa Fusipala). La principessa Onelua morì di convulsioni nella prima infanzia mentre la principessa Fusipala morì nubile in Australia.
Re George Tupou II morì il 5 aprile 1918 e gli succedette la figlia maggiore, che divenne regina con il nome di Salote Tupou III. Fu la prima regina regnante di Tonga. Pochi mesi dopo, il 26 novembre 1918 la regina vedova Takipō morì a Finefekai, Nuku'alofa, a causa della pandemia influenzale del 1918 che uccise l'otto per cento della popolazione di Tonga. Dopo la morte di Takipō, la sovrana assunse la tutela della sua sorellastra. Fu sepolta a Mala'e'aloa, il luogo di sepoltura principale della capitale, invece che nel cimitero reale di Mala'ekula dove sono sepolti suo marito e le sue figlie.